# Pamiętnik (powieść)
Pamiętnik (ang. The Notebook) – powieść autorstwa Nicholasa Sparksa z 1997 roku, w tym samym roku została wydana w Polsce. W 2004 roku została zekranizowana przez Nicka Cassavetesa. W głównych rolach wystąpili Ryan Gosling i Rachel McAdams. Na podstawie książki powstał także musical.
Pamiętnik był pierwszą książką w dorobku Nicholasa Sparksa. Inspiracją do napisania powieści byli dziadkowie żony pisarza, którzy spędzili razem ponad 60 lat.

## Opis fabuły
Pamiętnik to opowieść o miłości, która rozkwitła na początku lat 40. XX wieku w Karolinie Północnej. Główna bohaterka, Allie Nelson to młoda kobieta, która na początku swojej dorosłej drogi spotyka Noah Calhouna, co staje się początkiem ich romansu. Ich miłość zostaje wystawiona na próbę, kiedy los rozdziela ich na kilka lat.